# Blackpool FC Harare
Ne doit pas être confondu avec Blackpool Football Club.
Le Blackpool Football Club est un club de football zimbabwéen situé à Harare, la capitale du pays. 

## Histoire
Le club accède pour la première fois à l'élite lors de la saison 1994. Dès cette première saison, il remporte un trophée, la Coupe du Zimbabwe, ce qui lui permet de prendre part à sa première compétition continentale, la Coupe des Coupes. Ce baptême africain va se révéler un franc succès puisque la formation d'Harare va parvenir dans le dernier carré, après avoir sorti successivement le club réunionnais de l'US Saint-André Léopards, les Zambiens du Kabwe Warriors FC puis les Young Africans de Tanzanie. Ce brillant parcours s'arrête donc en demi-finale, éliminé par le biais de la règle des buts marqués à l'extérieur par le futur vainqueur, la JS Kabylie d'Algérie (2-1, 0-1).
En championnat, le parcours du club est aussi brillant, avec une septième place au classement obtenue la saison de la victoire en Coupe. La saison suivante, le club réalise son meilleur résultat en championnat en terminant deuxième, à égalité de points et le même goal-average que le Dynamos FC Harare, déclaré champion au bénéfice d'une meilleure attaque. En 1996, Blackpool finit à nouveau sur le podium, à la 3e place, puis à la 4e place en 1997. Lors de la 1998-1999, l'équipe est sauvée de la relégation grâce à l'élargissement du championnat de 16 à 18 clubs, après avoir terminé à l'avant-dernière place, qui normalement entraîne une descente en deuxième division. Ce sursis ne sert finalement à rien puisque le Blackpool FC disparaît avant le début de la saison suivante, pour former le nouveau club de Motor Action FC, qui récupère sa place en National Premier Soccer.

## Palmarès
- Coupe du Zimbabwe :
  - Vainqueur : 1994

- Supercoupe du Zimbabwe :
  - Finaliste : 1996

- Coupe d'Afrique des vainqueurs de coupe :
  - Demi-finaliste en 1995